# ヨーロッパカラマツ
ヨーロッパカラマツ（学名：Larix decidua）は、マツ科カラマツ属に属する植物。オウシュウカラマツ、欧州カラマツ、欧州落葉松とも書かれる。落葉性の針葉樹。

## 特徴
高さは25-45 m、直径は1 m ほど。樹冠は若い頃は円錐形だが年月を経ると広がってゆく。枝は上向きに曲がって伸びるが分かれた枝の先端は曲線を描く。
シュートは二形性で、いくつかの芽をつけた10-50 cm の長いシュートと、一つの芽をつけた1-2 cm の短いシュートに分かれる。
葉は黄緑色で狭針形。感触は柔らかい。若葉のころはエメラルドグリーンだが後に明るい緑色へ変色する。秋に木の幹から落ちる前に輝く黄色へ変色する。葉が落ちた後は青白くなった黄褐色の幹が次の季節の春まで剥き出しになる。葉は短い枝に30から40片生える。
果鱗は40から60片で、微腺毛がある。

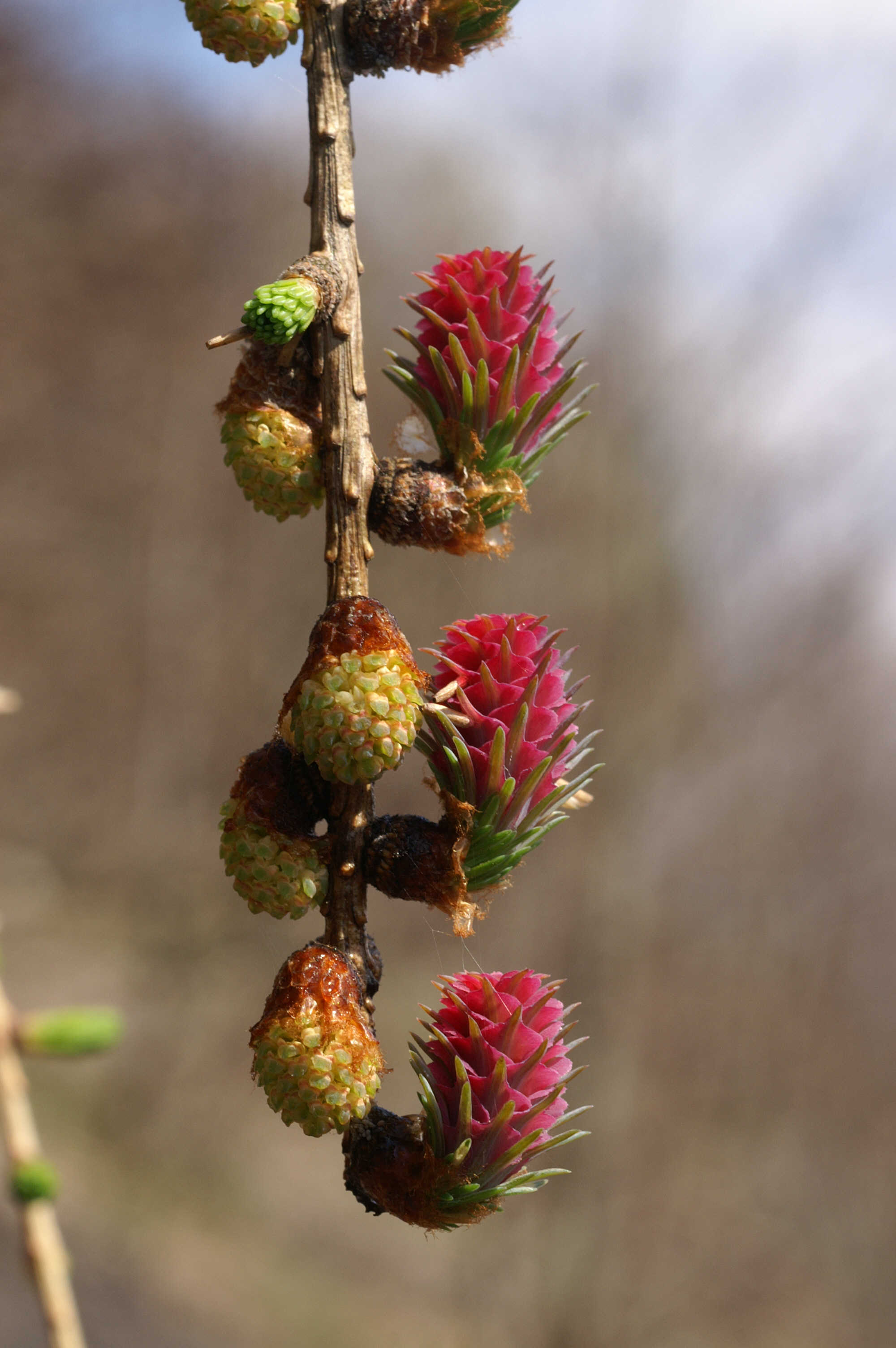
若い雌性球果（種麟 ovuliferous scaleが赤色）と雄性球果 (黄色).

花の色は雄花は黄色、雌花は赤色を帯びる。雄花は下垂し、雌花は直立する。
耐寒性が非常に強く、冬の -50 度の中でも生き延びる。標高1000 m-2000 mの間でもっとも繁茂するが、森林限界の標高は2400 m にまで達する。
盆栽に使う樹木としても親しまれている。

## 分布
中央ヨーロッパ、アルプス山脈及びカルパティア山脈。ポーランド、リトアニアの低地にも繁茂する。雌雄異株。ただし植物学以外の文献で雌雄同株と伝えるものもある。

## 種内分類群
種内に2亜種が認められる。
- Larix decidua subsp. decidua - 低地を除き広く分布する。球果は2.5–6 cm。幹、枝の色は黄褐色。
- Larix decidua subsp. polonica - ポーランドの低地に広く散在。球果は2-3 cm。幹、枝の色はやや青白く、殆ど白くなることもある。

## 用途
観葉植物として庭や公園で栽培される。ヨーロッパで植栽されているカラマツはこの品種。材木改良の研究材料として使用されたこともある
ドイツのメクレンブルク市には、ヨーロッパカラマツの並木があり、著名。
日本では北海道にある外国樹種植栽地に、1898年にストローブマツ、ヨーロッパアカマツと共に植栽された。

## 病気
19世紀初頭から、この種が罹患するがんしゅ病が問題視されるようになり、この種が抱える最も重大な病害として認知され、造林に顕著な被害を与えている。感染した苗木が北米へ持ち込まれたことで北米にも伝染している。カラマツはこれと比べてがんしゅ病への抵抗力が高いとされる。

## 学名の由来
『植物学ラテン語辞典』によれば属名 Larix はケルト語 lar に由来する本種の古代名である。Wiktionaryによれば、Larix は古代ギリシャ語 λάριξ に由来し、カラマツを指すラテン語の名詞である。decidua はラテン語で「落ちる」を意味する形容詞。